# Otto L. Bettmann

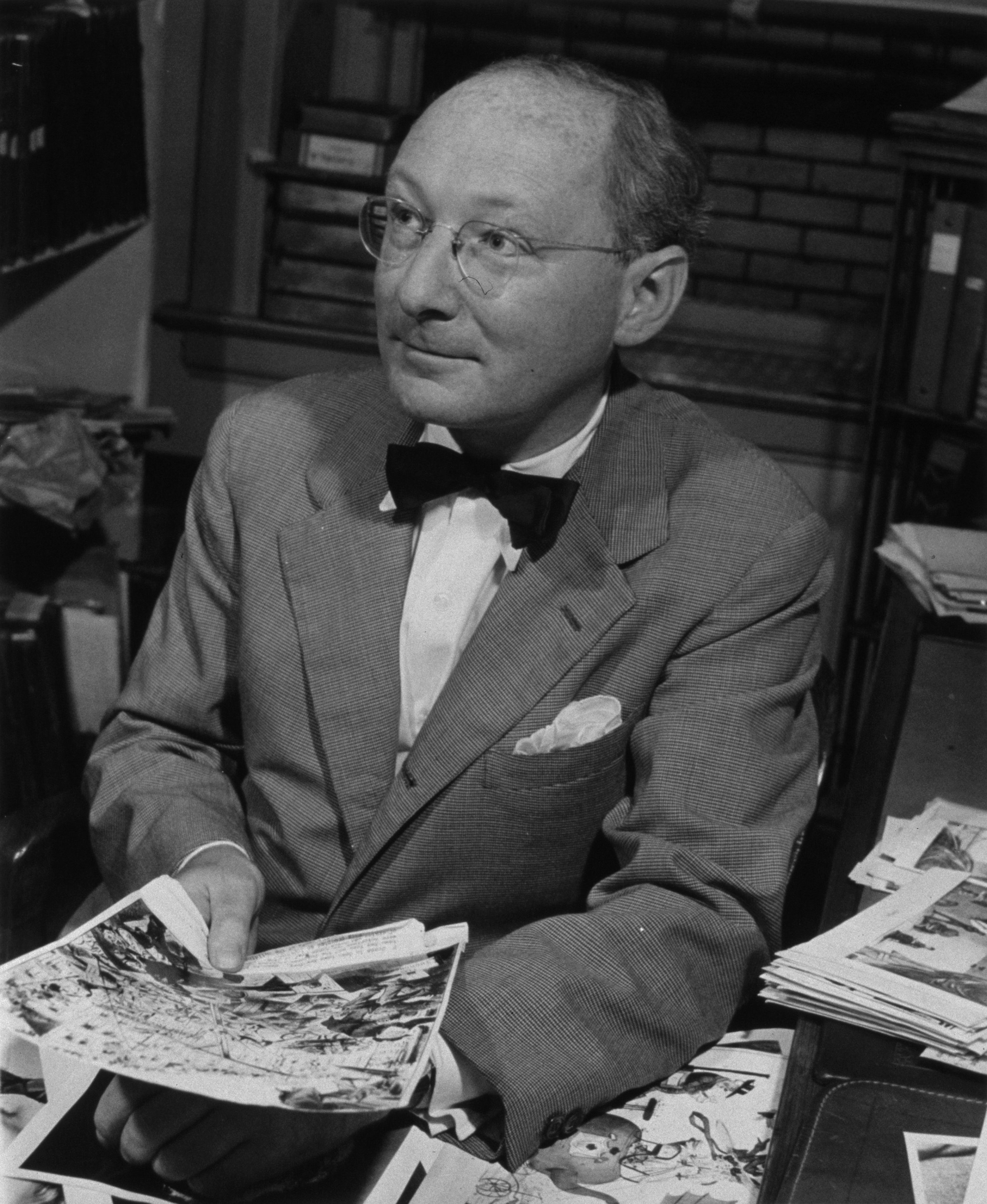
Otto Ludwig Bettman (1947)

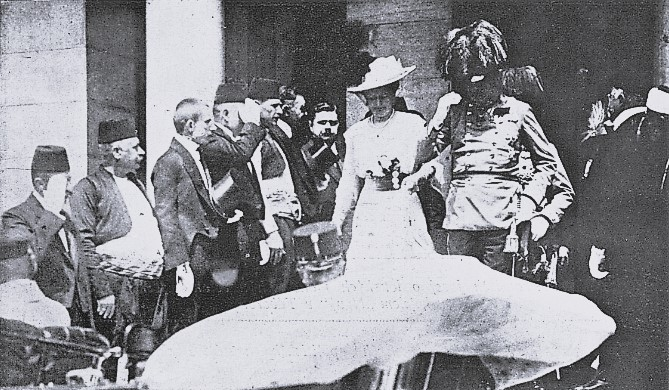
Im Bettmann-Archiv unter der Bestellnummer U1946108A erhältlich: Franz Ferdinand und Sophie Chotek, wenige Minuten vor dem Attentat am 28. Juni 1914.

Otto Ludwig Bettmann (geboren am 15. Oktober 1903 in Leipzig; gestorben am 3. Mai 1998 in Boca Raton, Florida) war ein US-amerikanischer Bildarchivar und Bildunternehmer deutscher Herkunft.

## Leben
Otto Bettmann war ein Sohn des Orthopäden Hans Isidor Bettmann und der Charlotte Frank, sein Bruder Ernst Bettmann wurde Chirurg. Nach dem Besuch des König-Albert-Gymnasiums seiner Heimatstadt studierte er in Freiburg und Leipzig und schloss sein Studium mit einer Promotion über Autorenrechte und Buchhandel im 18. Jahrhundert ab. 1927 begann er eine Tätigkeit bei Henri Hinrichsen im Musikverlag C. F. Peters. 1928 wechselte er zum Axel Junker Verlag, machte noch eine Ausbildung zum Bibliothekar und wurde 1930 Kustos an der Berliner Kunstbibliothek, Teil der Staatlichen Museen zu Berlin.
Nach der Machtübergabe an die Nationalsozialisten in Deutschland 1933 erhielt er als Jude ein Berufsverbot und emigrierte 1935 in die Vereinigten Staaten. Er hatte bereits in Deutschland angefangen, Drucke und Fotografien zu sammeln, sie zu verfilmen und katalogisieren. Mit 25.000 Negativen im Gepäck eröffnete er in New York City eine Agentur, die die Verwendung des Bildabzugs (Diapositiv) zu einer jeweils einmaligen Verwendung lizenzierte. Das Geschäft basierte einerseits auf seiner Fähigkeit, riesige Mengen an Bildern aufzuspüren, zu lagern und katalogisieren und die richtigen Bildikonen für die Kunden zu identifizieren, und seiner Fähigkeit, kaufmännische und gesellschaftliche Beziehungen auf einer persönlichen Basis zu knüpfen. Unter seinen ersten Kunden waren die Redaktionen der Magazine Look und LIFE. Das in seinem Unternehmen entstandene Bettmann-Archiv mit über zwei Millionen Bildern verkaufte er im Jahr 1981 an die Kraus-Thomson Organization Ltd, es ging 1995 weiter an Corbis. Er war Autor verschiedener kulturhistorischer Schriften, Kommentator seiner eigenen Fotosammlungen und schrieb eine Autobiografie.
Aus der fünfbändigen Literaturgeschichte Makers and Finders: A History of the Writer in America, 1800–1915 von Van Wyck Brooks, die zwischen 1936 und 1952 erschienen war, erstellte er 1956 eine auf ein Sechstel gekürzte Fassung Our literary heritage und versah diese mit 500 Illustrationen. Bei der Suche nach dem Bildmaterial machte er Funde zu Henry Adams, Walt Whitman und Theodore Dreiser.
Zu seinen Freunden zählten Alfred Kinsey, Peter Max und Harold Stanley Marcus, Präsident der Nobelkaufhauskette Neiman Marcus. Er war mit Anne Gray verheiratet und übernahm die Vaterrolle ihrer drei Kinder.
Im Jahr 1983 erhielt er eine kleine Nebenrolle als Dr. Waxman in dem Film „Lovesick – Der liebeskranke Psychiater“ unter der Regie von Marshall Brickman.

## Autobiografie
- The picture man. Herausgeber Skip Sheffield. University Press of Florida, Gainesville FL 1992, ISBN 0-8130-1153-1.

## Schriften

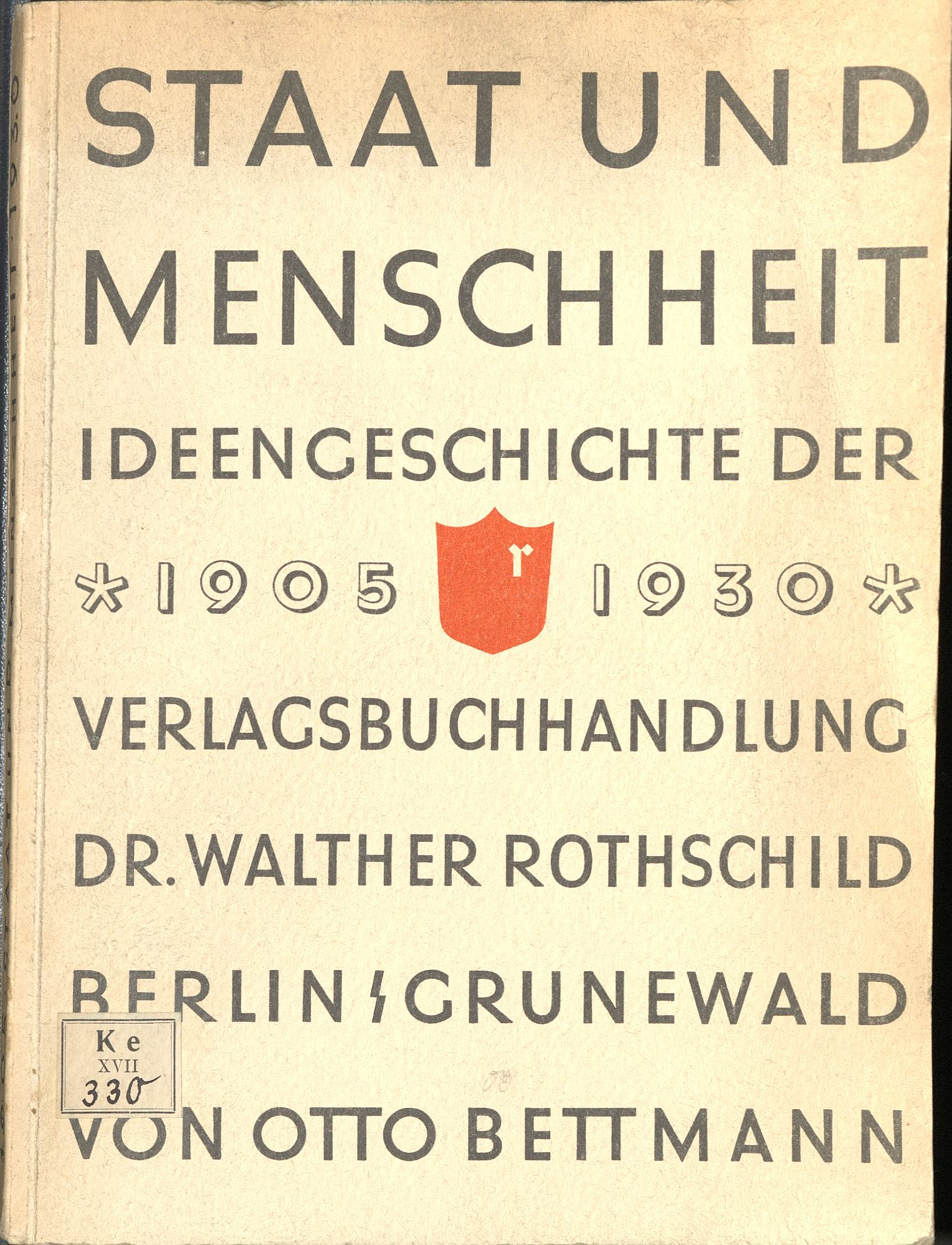
Festschrift 1930

- Die Entstehung buchhändlerischer Berufsideale im Deutschland des 18. Jahrhunderts. Leipzig 1927 (Leipzig, Universität, phil. Dissertation, vom 21. Mai 1927).
- Der Holzschneider und Buchillustrator Hans Alexander Müller, Leipzig (= Philobiblon. Eine Zeitschrift für Bücherfreunde. Bd. 9, Nr. 4, 1936, Beilage). Reichner, Wien 1936.
- Staat und Menschheit. Ideengeschichte des Verlags Dr. Walther Rothschild, Berlin-Grunewald. Zu seinem 25jährigen Bestehen dargebracht. 1905–1930. Dr. W. Rothschild Berlin 1930.
- A pictorial history of medicine. A brief, nontechnical survey of the healing arts from Aesculapius to Ehrlich, retelling with the aid of select illustrations the lives and deeds of great physicians. Vorwort Philip S. Hench. Thomas, Springfield IL 1956.
- mit Van Wyck Brooks: Our literary heritage. A pictorial history of the writer in America. Dutton, New York NY 1956.
- The Good Old Days – they were Terrible! Random House, New York NY 1974, ISBN 0-394-48689-7.
- The delights of reading. Quotes, notes & anecdots. Godine, Boston MA 1987, ISBN 0-87923-673-6.
- mit Bellamy Partridge: As we were. Family life in America 1850–1900. In pictures and text. Whittlesey House, New York NY u. a. 1946.
- Johann Sebastian Bach as his world knew him. Birch Lane Press, Secaucus NJ 1995, ISBN 1-55972-279-7.